# Thực vật phù du

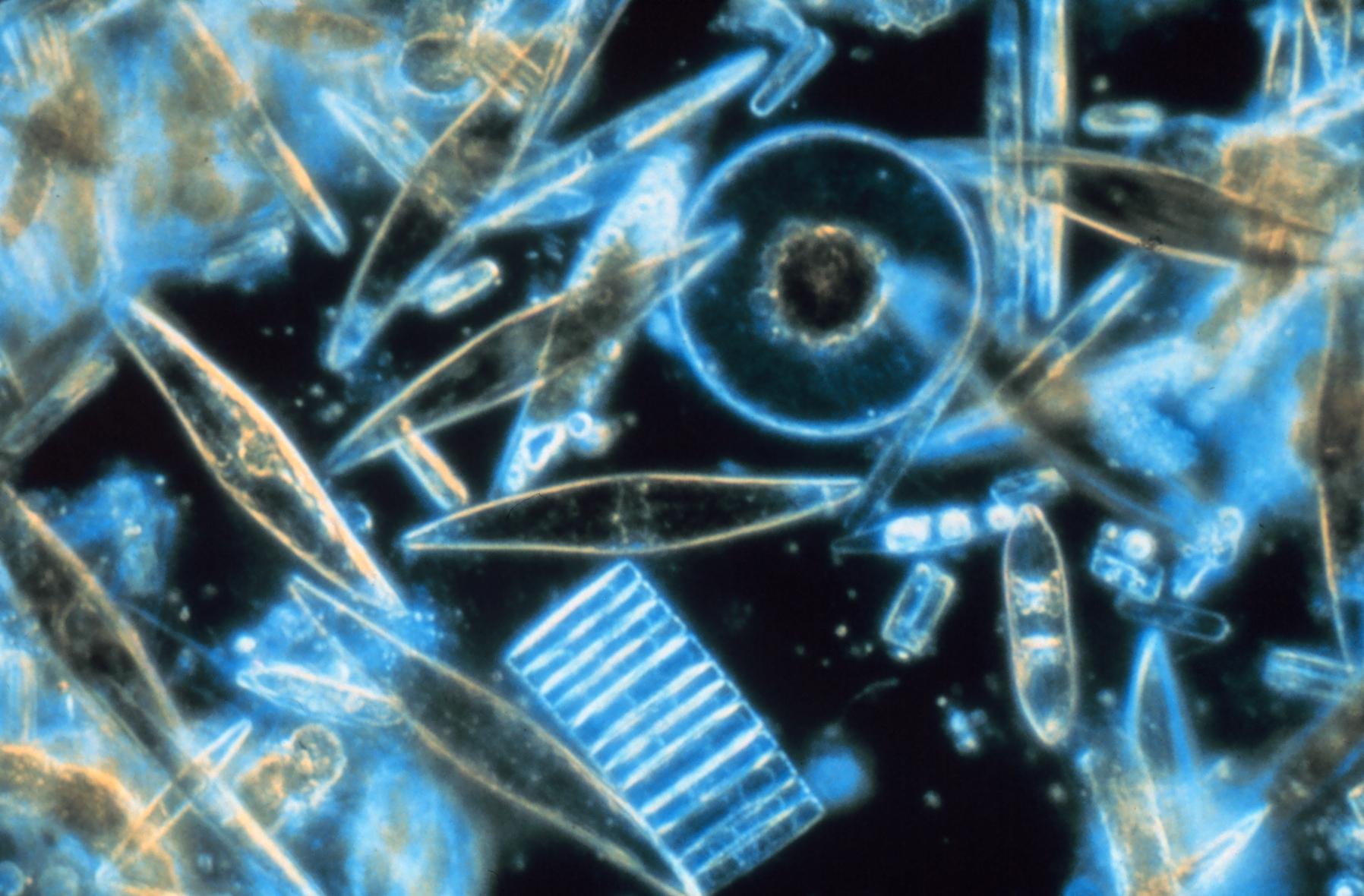
Tảo cát là một trong những loại thực vật phiêu sinh phổ biến.

Thực vật phù du là những sinh vật phù du sống tự dưỡng, dị dưỡng và hỗn hợp, chúng sống thành một tập hợp. Hầu hết thực vật phù du quá nhỏ để có thể nhìn thấy từng cá thể bằng mắt thường. Tuy nhiên, khi số cá thể đủ nhiều, chúng thể hiện rất rõ khi tạo màu xanh cho nước do chất diệp lục có trong chúng.

## Sinh thái học
Thực vật phù du có các vi cơ quan thực hiện chức năng quang hợp, chúng sống trong các đới chịu ảnh hưởng của ánh nắng mặt trời trong hầu hết tất cả các đại dương và các vực nước ngọt. Chúng là những tác nhân sản xuất sơ cấp, trong việc tạo thành các hợp chất hữu cơ từ cacbon dioxide hòa tan trong nước, đây là một quá trình duy trì chuỗi thức ăn trong nước. Thực vật phù du lấy năng lượng từ quá trình quang hợp và phải sống trong tầng nước mặt đủ ánh sáng của đại dương, biển, hồ hoặc các vực nước khác. Thực vật phù du đóng góp vào phân nửa trong tổng số các hoạt động quang hợp trên Trái Đất. Do vậy, thực vật phù du có vai trò rất lớn trong việc cung cấp oxy cho khí quyển Trái Đất. Sự cố định năng lượng tích lũy trong chúng ở dạng các hợp chất cacbon (sản xuất sơ cấp) là nền tảng cho bộ phận lớn của chuỗi thức ăn trong đại dương cũng như trong nhiều vực] nước ngọt. Những ảnh hưởng của các tác nhân nóng lên do con người lên số lượng thực vật phù du là một lĩnh vực đang được nghiên cứu. Những thay đổi về sự phân tầng theo chiều đứng của cột nước, tốc độ phản ứng sinh học phụ thuộc vào nhiệt độ, và cung cấp thức ăn từ khí quyển được mong đợi là có những tác động quan trọng đến hoạt động của thự vật phù du trong tương lai.